# Bernard Dibonda
Bernard Dibonda, né le 30 novembre 1933, est un sprinteur franco-sénégalais.

## Carrière
Il est sacré champion de France du 400 mètres en 1958 à Colombes, après une deuxième place en 1957.
Aux Championnats d'Europe d'athlétisme 1958 à Stockholm, il est éliminé en demi-finales du 400 mètres.
Médaillé d'or aux Jeux de la Communauté de 1960, il est médaillé d'or en relais 4 × 400 mètres aux Jeux de l'Amitié 1961 à Abidjan sous les couleurs sénégalaises.